# Moqrisset
Moqrisset  (in arabo مقريصات‎?) è un centro abitato e comune rurale del Marocco situato nella provincia di Ouezzane, regione di Tangeri-Tetouan-Al Hoceima. Conta una popolazione di 10 545 abitanti (censimento 2014).